# Fabian Ehmann
Fabian Ehmann (Graz, 28 agosto 1998) è un calciatore austriaco, portiere del Voitsberg.

## Carriera
Fabian Ehmann cresce calcisticamente nello Sturm Graz, senza tuttavia mai esordire in prima squadra. Nella stagione 2018-2019 passa in prestito al Kapfenberger, disputando tutta la stagione come primo portiere. Il 24 giugno 2019 si trasferisce a titolo definitivo ai greci dell'Arīs Salonicco.